# Linxiang, Lincang
Linxiang är ett stadsdistrikt och säte för stadsfullmäktige i Lincang i Yunnan-provinsen i sydvästra Kina.